# Streatham
Streatham (pronunțat ['strɛtəm]) este o suburbie din cadrul regiunii Londra Mare, Anglia, situată în sudul centrului aglomerației londoneze. Streatham aparține din punct de vedere administrativ de burgul londonez Lambeth. 